# غاري مور (سياسي)
غاري مور (بالإنجليزية: Garry Moore)‏ هو سياسي أمريكي، ولد في 14 مايو 1949 في ينكتون في الولايات المتحدة. حزبياً، نشط في الحزب الديمقراطي. وقد انتخب عضو داكوتا الجنوبية البيت النواب.